# Prisco e Vero
Prisco e Vero (in latino Priscus e Verus) sono stati due gladiatori romani, vissuti nella seconda metà del I secolo.
Sono noti da un epigramma del poeta latino Marziale, inserito nella raccolta Liber de spectaculis dell'80, nella quale sono descritti i vari spettacoli offerti al pubblico in occasione dell'inaugurazione del Colosseo per opera dell'imperatore Tito.
Nella prima giornata dei giochi offerti per l'inaugurazione combatterono in modo tanto equilibrato che la folla richiese la loro liberazione. Tito, che presiedeva i giochi, volle però rispettare le regole dei combattimenti gladiatori, che aveva stabilito egli stesso, secondo le quali un combattimento poteva cessare solo quando uno dei due gladiatori deponeva lo scudo e alzava un dito in segno di resa. Il combattimento quindi continuò fino a quando entrambi caddero stremati. Tito dichiarò la fine del combattimento dichiarandoli entrambi vincitori e premiando entrambi con la palma della vittoria e con la spada di legno (rudis), concedendo loro la libertà.

## Nella cultura di massa
- Colosseum. Arena di Sangue, romanzo di Simone Sarasso, Rizzoli (2012)
- Il Colosseo - L'arena della morte, regia di Tilman Remme – docu-drama (2003)